# Parlamento di Bermuda
Il Parlamento di Bermuda è l'organo legislativo bicamerale nel territorio d'oltremare britannico di Bermuda. Le due camere sono:
- La Camera dell'Assemblea (House of Assembly), che conta 36 membri, eletti per un mandato di cinque anni in collegi elettorali con sede unica.
- Il Senato, che ha 11 membri nominati.

## Storia
In origine, la House of Assembly era l'unica Camera del parlamento. Ha tenuto la sua prima sessione nel 1620, facendo del Parlamento di Bermuda uno dei più antichi del mondo. Un Privy Council nominato inizialmente svolgeva ruoli simili a quelli di una camera alta e di un Gabinetto.
Un grande cambiamento costituzionale ebbe luogo nel 1968. Il Consiglio Privato fu sostituito con un Senato nominato e un Gabinetto composto da parlamentari della maggioranza. I partiti politici furono legalizzati e fu adottato il suffragio universale per adulti. La posizione di Premier fu anche introdotta come leader del partito al potere e un'opposizione ufficiale.

## Composizione

### Elezioni generali del 2017
| Partito                  | Voti   | %     | Sedute | +/– |
| ------------------------ | ------ | ----- | ------ | --- |
| Progressive Labour Party | 20,059 | 58.89 | 24     | +7  |
| One Bermuda Alliance     | 13,832 | 40.61 | 12     | -7  |
| Indipendenti             | 169    | 0.5   | 0      | 0   |
| Totale                   | 30,862 | 100   | 36     | 0   |
| Votanti registrati       | 46,669 |       | –      | –   |
| Fonte:                   |        |       |        |     |